# Classe Fletcher
La classe Fletcher era una classe navale costituita da cacciatorpediniere tipici della Marina statunitense, costruiti durante la seconda guerra mondiale. Nati da un'evoluzione di progetti anteguerra, ma molto più grandi e robusti, furono costruiti, in pochissimi anni, in oltre centocinquanta esemplari e rimasero in servizio in molte marine per circa cinquanta anni.

## Progetto della nave
Queste nuove navi da guerra armate con cinque cannoni da 127mm in installazioni singole e una decina di armi antiaeree, più bombe di profondità e dieci siluri, erano assai più grandi e potenti delle precedenti, le prime che si potevano considerare appartenenti al periodo bellico, grazie al maggior dislocamento erano ben più capaci di offrire una piattaforma di tiro sufficientemente grande e stabile per lo stesso armamento delle unità precedenti, decisamente sovraccaricate di armamenti rispetto alla mole, e che con un armamento pesante rispetto alla loro struttura complessiva, avevano problemi di stabilità.

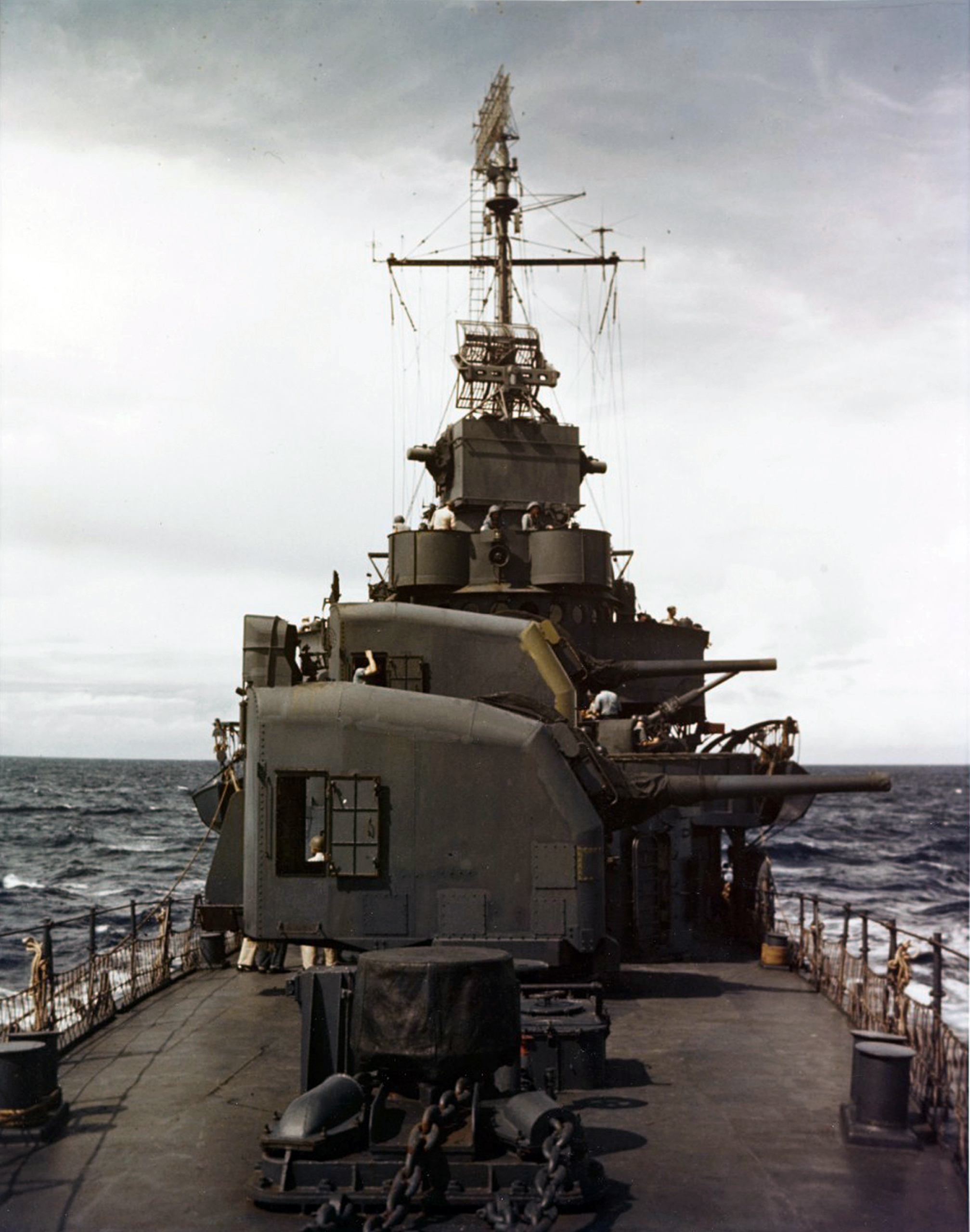
Vista dell'armamento anteriore dell'Halford

Rispetto alle precedenti unità Benson/Livermoore esse disponevano di uno scafo allungato di 8,53 m, più largo di 0,91 m con ponte di tipo continuo senza castello prodiero che oltre ad abbassare il centro di gravità dell'unità contribuiva a togliere punti deboli in cui gli sforzi avrebbero potuto accumularsi, specie in caso di esplosioni subacquee. L'albero maestro era stato eliminato e la nave poteva disporre di due fumaioli bassi e compatti, di dimensioni analoghe.
L'apparato propulsivo era costituito da turbine ad ingranaggi, come del resto era lo standard dell'epoca, che permetteva alla nave una velocità di circa 37 nodi, grazie alla potenza, scaricata su due assi, di ben 60.000hp, 10.000 in più dei Benson. Ogni gruppo di caldaie aveva un fumaiolo separato.
L'armamento principale era costituito da cannoni Mk 12 da 127 mm lunghi 38 calibri (L/38) in cinque torrette singole, disposte due a prua e tre a poppa, una delle quali sul ponte. Questi cannoni erano capaci di ingaggiare sia bersagli navali, sia velivoli, e disponevano di radar di controllo del tiro. L'armamento antiaereo vero e proprio inizialmente era costituito da cannoni da 28mm sostituiti nelle unità successive da tre a cinque cannoni binati Bofors da 40 mm L/56 e quattro cannoni Oerlikon da 20 mm L/70.
I cannoni erano in torrette singole Mk 30 totalmente chiuse e vennero utilizzati efficacemente per il tiro antiaereo grazie alle spolette di prossimità radar ed ai radar di controllo del tiro, che erano presenti come dotazione standard. I cinque cannoni erano presenti anche sui Benson, ma il dislocamento di questi era di appena 1600 tonnellate, 400 in meno, per cui il peso dei cannoni fu talmente eccessivo che almeno a due di essi vennero smontati gli scudi protettivi.
Una sperimentazione tentata senza successo fu quella di installare, su quattro unità, un ricognitore leggero, al posto del cannone centrale. Questo però è stato uno dei pochissimi casi in cui un cacciatorpediniere dell'epoca ha almeno tentato di avere un velivolo a bordo, segno delle rilevanti dimensioni del progetto.

## Servizio
Dal febbraio 1942 vennero varati ben centosettantacinque scafi, ed al dicembre di quello stesso anno venivano già prodotte quattro navi al mese. Al settembre 1944 si era giunti alla fine del programma ed i Fletcher diventate le navi della categoria più diffuse a livello mondiale, combatterono pesanti scontri come quello del 1943, in cui presso l'isola di Vella Lavella, tre navi di questo tipo si scontrarono di notte con altrettante navi giapponesi. La O'Bannon fu colpita da un siluro e venne speronata dallo Chevalier, e se non fosse stato per il fatto che anche lo Yagumo fu colpito ad un certo punto un siluro l'intera formazione americana poteva essere distrutta. I giapponesi persero un caccia, come gli americani, ma riuscirono a far passare il convoglio di rinforzi che scortavano.
Altre battaglie si svolsero in altre parti del Pacifico, ma alla fine della guerra queste navi vennero impiegate maggiormente per la scorta delle flotte d'invasione sul territorio europeo e sui territori dove erano presenti guarnigioni giapponesi, in cui la maggiore minaccia era costituita dagli U-Boot tedeschi e dai Kamikaze e pertanto gli scontri diretti con le navi maggiori furono rari.
Durante il conflitto furono diciannove le unità della classe perdute, mentre altre sei pesantemente danneggiate non vennero riparate.
Nel dopoguerra i Fletcher vennero ampiamente mantenuti in servizio, spesso con ammodernamenti consistenti, sia nella flotta americana, dove via via vennero collocati in riserva, sia nelle flotte straniere, con aggiornamenti soprattutto nei sensori di scoperta e nelle artiglierie antiaeree, in particolare con tre cannoni binati da 76/50mm Mk 33, nuove armi apparse alla fine della guerra. Alla fine degli anni cinquanta tre unità della classe entrarono a far parte del Programma FRAM che consisteva nella riconversione della flotta di cacciatorpediniere alla lotta antisommergibile; le unità che entrarono nel programma FRAM vennero inizialmente dotate dell'Hedgehog, che venne rimosso, per essere sostituito da un lanciarazzi antisommergibile nella fase, detta FRAM II, nella quale nelle tre unità venne rimosso il cannone di poppa per l'installazione di un ponte di volo per un elicottero antisommergibile drone DASH. Nonostante questi ammodernamenti i Fletcher terminarono la loro carriera operativa prima delle successive e migliorate classe Allen M. Sumner e classe Gearing.
Molte furono le unità della classe che oltre al secondo conflitto mondiale presero anche parte sia alla guerra di Corea, con molte unità che erano state collocate in riserva rientrate in servizio, trentanove delle quali riammodernate, sia successivamente alla guerra del Vietnam.

### Servizio in altre marine
Molte unità vennero cedute a partire dagli anni cinquanta a marine di nazioni amiche nell'ambito del Mutual Defense Assistance Program e ancora nel 1990 nella Marina Greca vi erano ben sei esemplari in servizio, tre in quella brasiliana e altri in quella taiwanese, solo per citarne alcuni, mentre un esemplare il cacciatorpediniere BAM Cuitláhuac (IE-02) ex USS John Rodgers (DD-574), trasferito alla marina messicana nel 1968, è andato in disarmo solo il 16 luglio 2002. La marina greca oltre alle unità acquistate dagli Stati Uniti, acquistò anche quattro Fletcher dismessi dalla Bundesmarine tedesca, di cui due entrati in servizio ed altri due cannibalizzati per pezzi di ricambio.

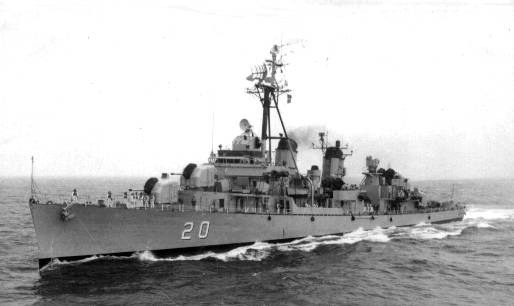
Il cacciatorpediniere argentino, ARA Almirante Brown, ex USS Heermann (DD-532) ceduto all'Argentina nel 1960

Le unità cedute a marine estere vennero così ripartite:
- Argentina: 5
- Brasile: 7
- Cile: 3 di cui uno per parti di ricambio
- Colombia: 1
- Corea del Sud: 3
- Giappone: 2
- Germania: 6
- Grecia: 6 + 4 acquisite successivamente dalla Germania, di cui 2 per parti di ricambio
- Italia: 3
- Messico: 2
- Perù: 2
- Spagna: 5
- Taiwan: 4
- Turchia: 4

#### Argentina e Spagna
Spagna e Argentina ricevettero ciascuna cinque unità navali che nell'Armada Española e nell'Armada Argentina costituirono rispettivamente la classe Lepanto e la classe Rosales

#### Brasile
Alla Marinha do Brasil sono state cedute sette unità della classe Fletcher:
- CT Pará (D-27) – ex USS Guest (DD-472)
- CT Paraiba (D-28) - ex USS Bennett (DD-473)
- CT Paraná (D-29) - ex USS Cushing (DD-797)
- CT Pernambuco (D-30) - ex USS Hailey (DD-556)
- CT Piaui (D-31) - ex USS Lewis Hancock (DD-675)
- CT Santa Catarina (D-32) - ex USS Irwin (DD-794)
- CT Maranhão (D-33) - ex USS Shields (DD-596)

Dopo la loro messa in disarmo, nomi e distintivi ottici di quattro di queste unità sono stati ereditati da altrettante fregate della classe Garcia che il Brasile ha acquisito dagli Stati Uniti e che nella Marina Brasiliana hanno costituito la classe Pará:
- CT Pará (D-27) – ex USS Albert David (FF-1050)
- CT Paraiba (D-28) - ex USS Davidson (FF-1045)
- CT Paraná (D-29) - ex USS Sample (FF-1048)
- CT Pernambuco (D-30) - ex USS Bradley (FF-1041)

#### Cile
Il Cile ricevette all'inizio degli anni sessanta due di queste unità navali: USS Wadleigh e USS Rooks ribattezzate rispettivamente Blanco Encalada e Cochrane; successivamente l'Armada de Chile acquisì un altro cacciatorpediniere della classe, l'USS Charles J. Badger, che messo in disarmo dalla US Navy il 20 dicembre 1957 e radiato il 1º febbraio 1974 venne acquistato il 20 maggio dello stesso anno dal Cile per essere cannibalizzato per fornire parti di ricambio agli altri due Fletcher.
Alla fine del 1978 i due Fletcher cileni vennero inviati verso al Terra del Fuoco, quando sembrava imminente una guerra con l'Argentina per il conflitto del Beagle per la sovranità delle isole del canale Beagle e dello spazio marittimo adiacente, che rivestono un notevole valore strategico per il passaggio tra gli oceani Atlantico e Pacifico. Lo scontro venne evitato grazie alla mediazione di papa Giovanni Paolo II e della Santa Sede.

#### Messico
Alla Armada de México furono ceduti l'USS Harrison (DD-573) e l'USS John Rodgers (DD-574), ribattezzati rispettivamente ARM Cuauhtémoc (IE-01) e ARM Cuitláhuac (IE-02).

#### Taiwan
Alla Marina della Repubblica di Cina furono ceduti i cacciatorpediniere USS Kimberly (DD-521) (rinominato An Yang), USS Mullany (DD-528) (Chaing Yang), USS Twining (DD-540) (Kwei Yang) e USS Yarnall (DD-541) (Kun Yang).

#### Germania
La Germania ha avuto dagli Stati Uniti cinque cacciatorpediniere classe Fletcher, di cui quattro dopo essere andati in disarmo ceduti alla Grecia. Le unità tedesche erano contrassegnate dalla lettera Z seguita da un numero, dove Z era l'iniziale di Zerstörer che in tedesco significa cacciatorpediniere (letteralmente distruttore, analogamente al termine inglese destroyer, abbreviativo di torpedo boat destroyer, letteralmente distruttore di torpediniere).
| Nome | Sigla | Nome originario  | Varo             | Entrata in servizio | Disarmo           | Destino finale |
| ---- | ----- | ---------------- | ---------------- | ------------------- | ----------------- | --- |
| Z1   | D 170 | Anthony          | 20 dicembre 1942 | 17 gennaio 1958     | 17 marzo 1972     | affondato il 16 maggio 1979 come bersaglio dall'U-Boot U 29 presso Creta                                                                          |
| Z2   | D 171 | Ringgold         | 11 novembre 1942 | 14 giugno 1959      | 18 settembre 1981 | alla Grecia, ribattezzato Kimon (D-42) in disarmo il 1º gennaio 1987 demolito nel 1993                                                            |
| Z3   | D 172 | Wadsworth        | 18 agosto 1943   | 6 ottobre 1959      | 15 ottobre 1980   | alla Grecia il 1º gennaio 1981, ribattezzato Nearchos (D-65) in disarmo il 1º settembre 1982 radiato il 1º gennaio 1991 e venduto per demolizione |
| Z4   | D 178 | Claxton          | 21 aprile 1942   | 15 dicembre 1959    | 1º febbraio 1981  | alla Grecia per essere cannibalizzato per parti di ricambio, scafo demolito nel 1991                                                              |
| Z5   | D 179 | Dyson            | 15 aprile 1942   | 17 febbraio 1960    | 1º gennaio 1982   | alla Grecia il 1º febbraio 1982 per essere cannibalizzato per parti di ricambio, scafo demolito nel 1993                                          |
| Z6   | D 180 | Charles Ausburne | 16 marzo 1942    | 12 aprile 1960      | 9 ottobre 1968    | demolito a Lubecca nel 1968 |

#### Grecia
Le unità navali che la Grecia acquisì dagli Stati Uniti furono sei:
- Aspis (D-06) - ex USS Conner (DD-582)
- Lonchi (D-56) - ex USS Hall (DD-583)
- Navarinon (D-63) - ex USS Brown (DD-546)
- Sfendoni (D-85) - ex USS Aulick (DD-569)
- Thylla (D-22) - ex USS Bradford (DD-545)
- Velos (D-16) - ex USS Charrette (DD-581)[5]

La marina Greca acquisì successivamente dalla Germania altre quattro unità, di cui due immesse in servizio e due acquisite esclusivamente per essere cannibalizzate per parti di ricambio.
Entrarono in servizio:
- Kimon (D-42) - ex USS Ringgold (DD-500) nella US Navy ex Z-2 (D-171) nella Bundesmarine
- Nearchos (D-65) - ex USS Wadsworth (DD-516) nella US Navy ex Z-3 (D-172) nella Bundesmarine

Vennero acquistati per parti di ricambio:
- Z-4 (D-178) ex USS Claxton (DD-571)
- Z-5 (D-179) ex USS Dyson (DD-572)

##### L'ammutinamento delVelos

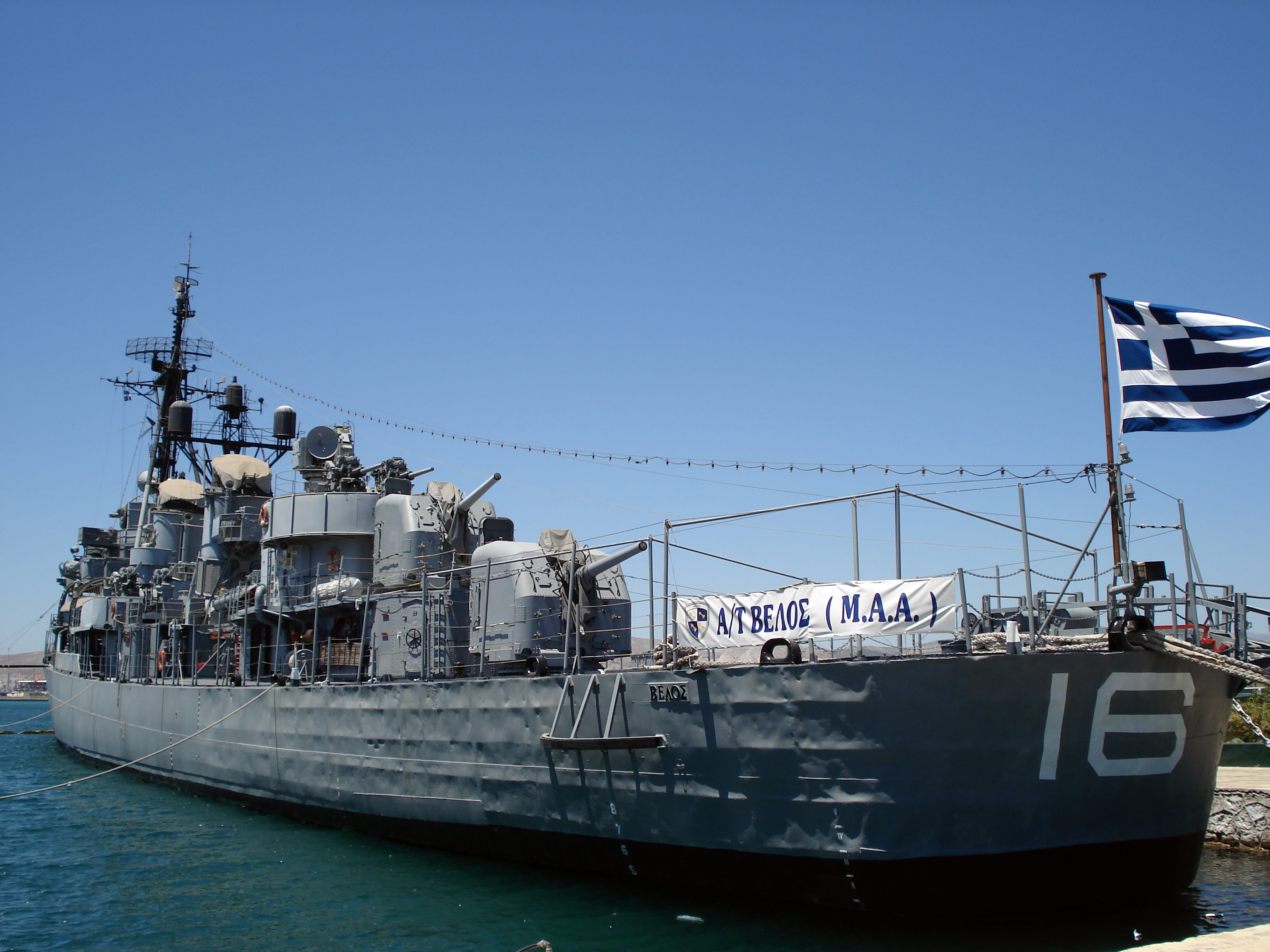
Il cacciatorpediniere Velos ex USS Charrette (DD-581) ormeggiato al Pireo come nave museo

Tra le navi cedute a marine estere, il cacciatorpediniere della Marina Greca Velos, ex USS Charrette, il 23 maggio 1973, durante la dittatura dei colonnelli, fu protagonista di un clamoroso ammutinamento. La nave, al comando del Capitano Nicholaos Pappas, mentre era impegnata in una manovra coordinata NATO si ammutinò, rifiutando di ritornare in Grecia, come forma di protesta verso il governo militare.

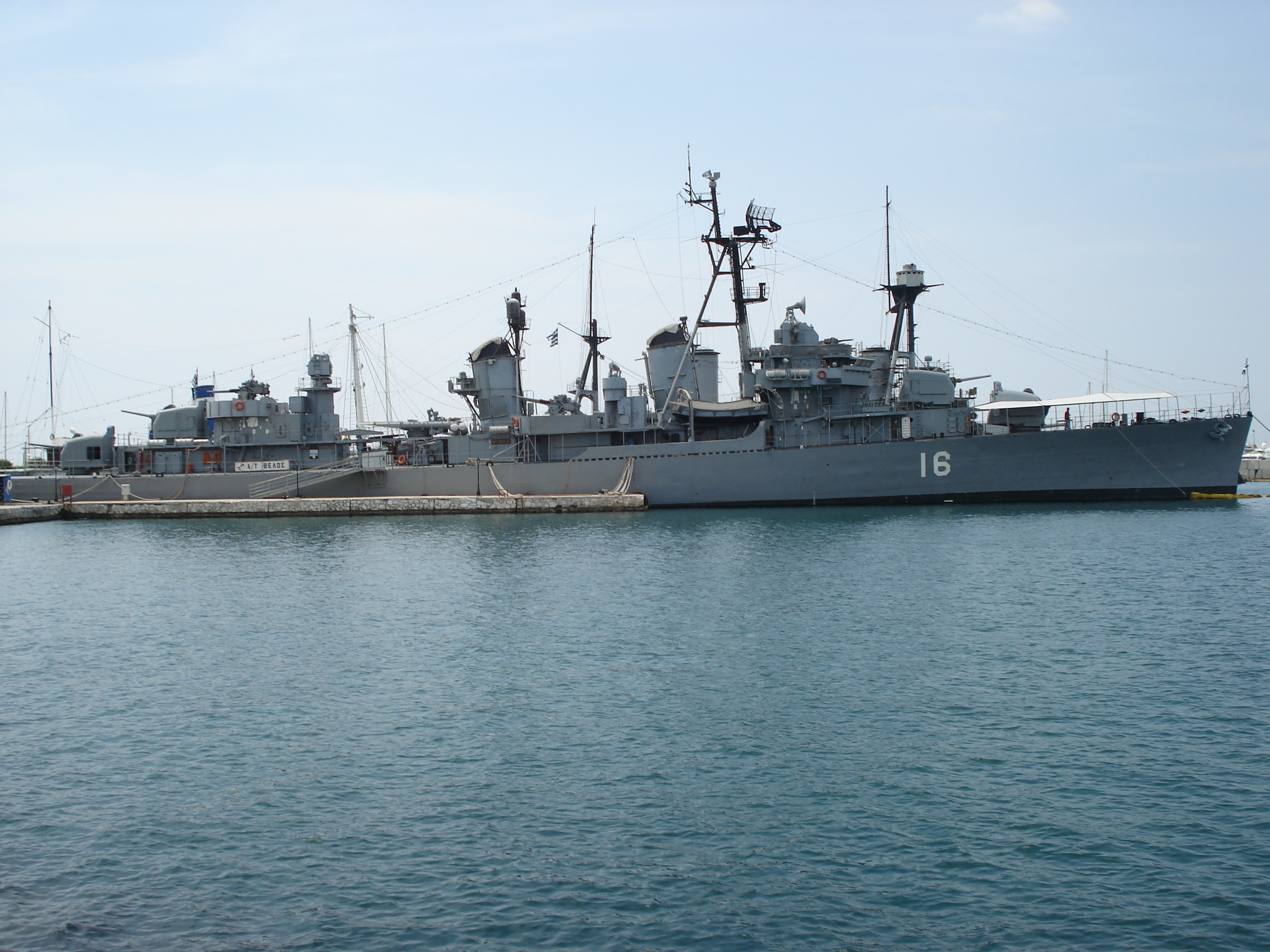
Il cacciatorpediniere Velos

La protesta scoppiò quando, durante un pattugliamento tra la penisola italiana e la Sardegna, il capitano e gli ufficiali ricevettero via radio la notizia che in Grecia erano stati arrestati alcuni ufficiali di marina che avevano contestato il regime. Il comandante del Velos faceva parte di un gruppo di ufficiali decisi a disobbedire al regime al potere in Grecia. Pappas convinto che l'arresto dei suoi compagni avesse negato ogni speranza di poter agire dall'interno, decise di portare la situazione del suo paese all'attenzione dell'opinione pubblica con un gesto clamoroso. Dopo aver comunicato all'equipaggio le sue intenzioni ed averne registrato l'adesione alla protesta, il comandante del Velos comunicò le sue intenzioni al quartier generale della NATO citando il preambolo dell'atto di costituzione della NATO stessa:  …tutti i governi… sono determinati a difendere la libertà, i diritti e la civiltà dei loro popoli, fondati sui principi della democrazia, della libertà individuale e del governo della legge. Lasciata la formazione fece rotta verso Roma e, ancorato il Velos di fronte a Fiumicino, un gruppo di rivoltosi prese terra a bordo di alcune lance e si diresse all'aeroporto; da lì telefonarono alle agenzie di informazione internazionale, comunicando l'ammutinamento e la decisione di tenere una conferenza stampa il giorno seguente.
L'azione del Velos produsse un notevole interesse internazionale. Il capitano, sei ufficiali e venticinque sottufficiali ottennero asilo politico in Italia, mentre quelli che decisero di rimanere a bordo una volta ritornati in Grecia avrebbero comunicato alle famiglie ed agli amici quanto era accaduto. Il Velos ritornò in Grecia il mese successivo con un nuovo equipaggio. Dopo la caduta del governo militare il comandante Pappas e gli altri ammutinati rientrarono in patria dove vennero reintegrati nei ranghi della marina.

#### Italia
La Marina Militare acquistò tre di queste unità negli anni 1969-70, allo scopo di sostituire i cacciatorpediniere della classe Artigliere. Queste unità costituirono la classe Fante.

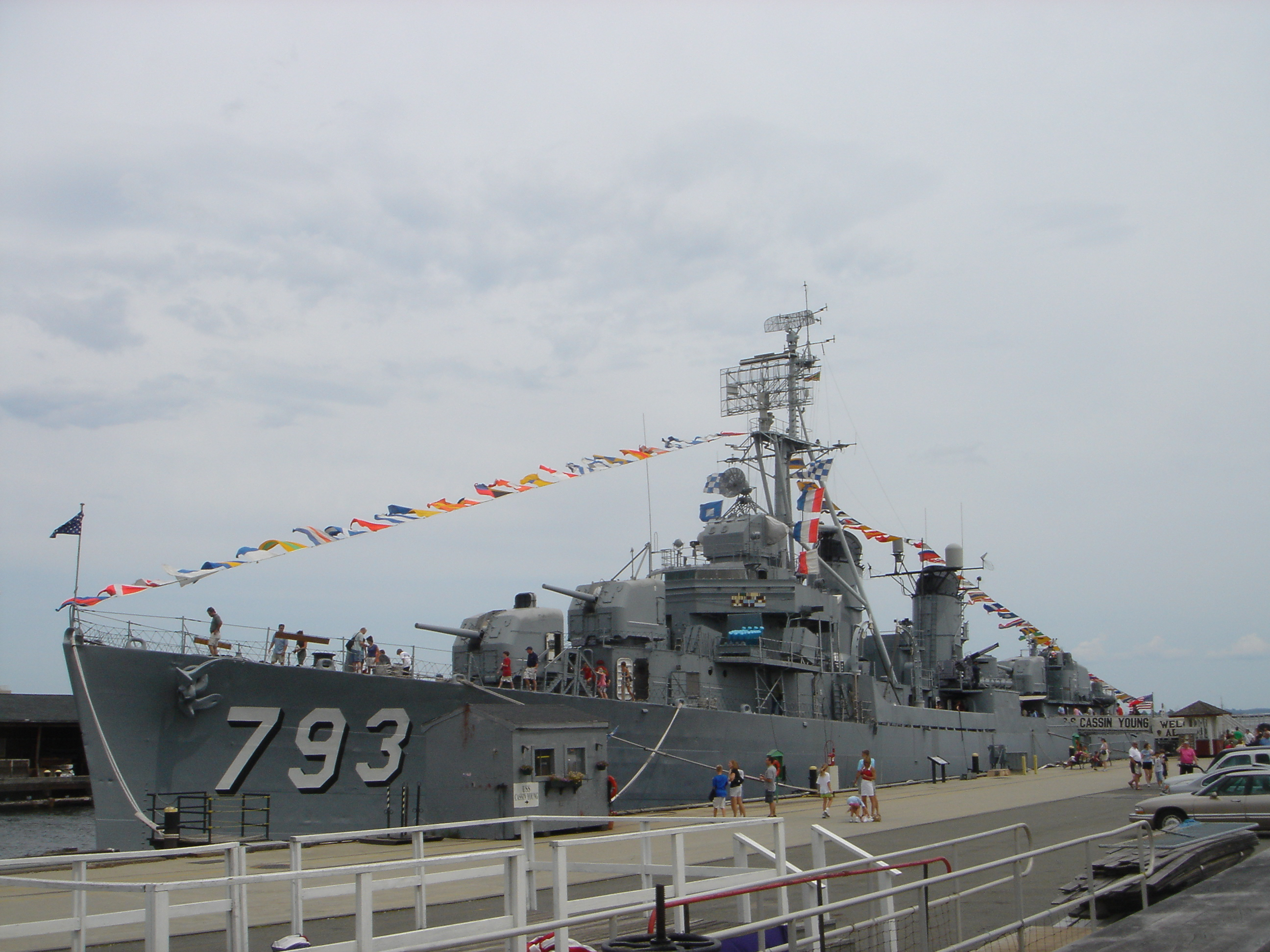
Il cacciatorpediniere USS Cassin Young ormeggiato al museo navale di Boston

## Navi museo
Quattro navi sono state trasformate in museo, tre negli Stati Uniti ed una in Grecia. Le quattro navi sono le seguenti:
- USS Cassin Young (DD-793), Boston Navy Yard Massachusetts, Stati Uniti
- USS The Sullivans (DD-537), Buffalo New York, USA
- USS Kidd (DD-661) (DD-661), Baton Rouge Louisiana, USA
- AT Velos (D16) ex USS Charrette (DD-581), Faliron, Grecia

## Voci correlate

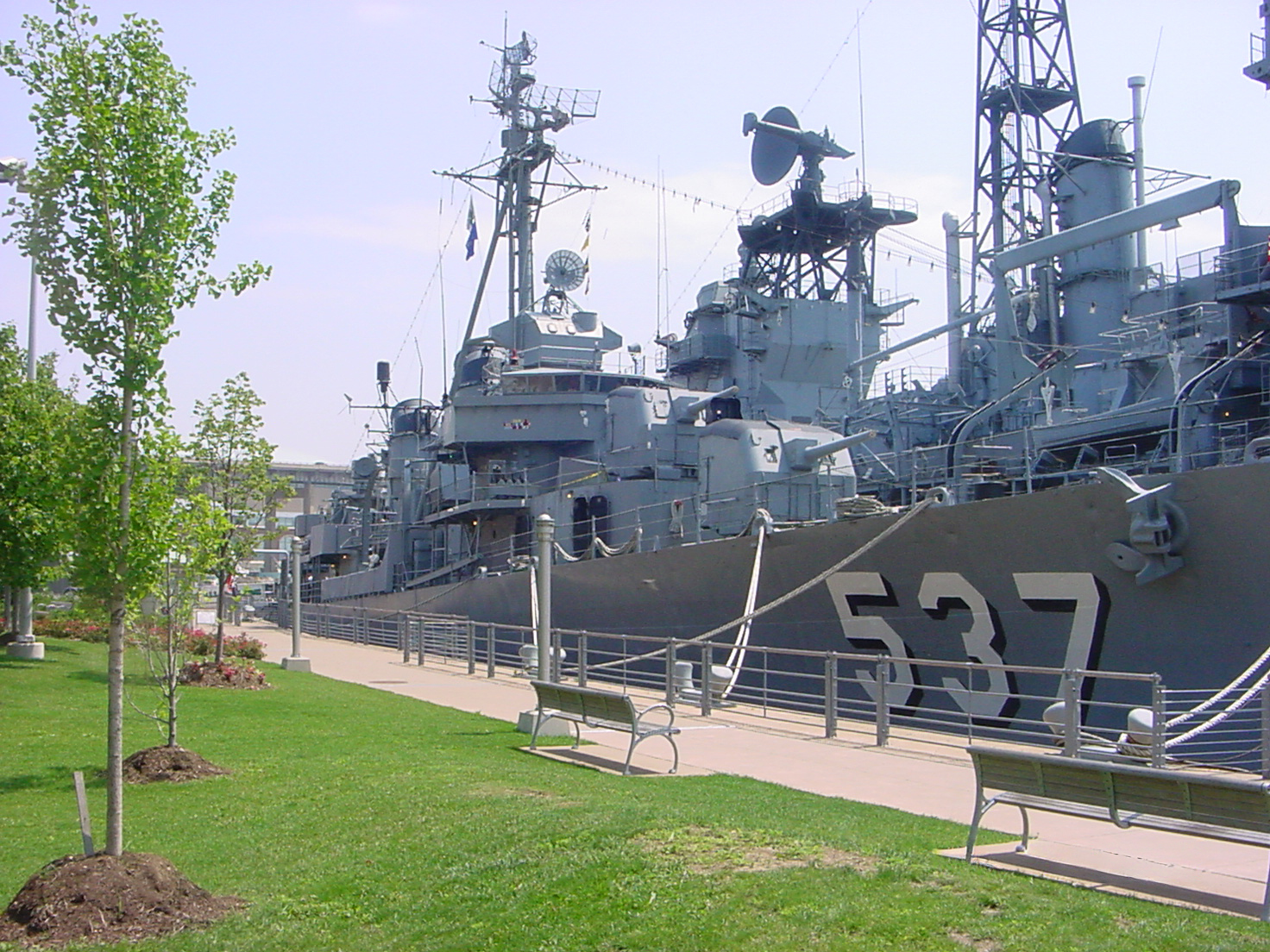
Il cacciatorpediniere USS The Sullivans ormeggiato come nave museo a Buffalo

## Unità appartenenti alla classe
- USS Fletcher (DD-445)
- USS Radford (DD-446)
- USS Jenkins (DD-447)
- USS La Vallette (DD-448)
- USS Nicholas (DD-449)
- USS O'Bannon (DD-450)
- USS Chevalier (DD-451)
- USS Saufley (DD-465))
- USS Waller (DD-466)
- USS Strong (DD-467)
- USS Taylor (DD-468)
- USS De Haven (DD-469)
- USS Bache (DD-470)
- USS Beale (DD-471)
- USS Guest (DD-472)
- USS Bennett (DD-473)
- USS Fullam (DD-474)
- USS Hudson (DD-475)
- USS Hutchins (DD-476)
- USS Pringle (DD-477)
- USS Stanly (DD-478)
- USS Stevens (DD-479)
- USS Halford (DD-480)
- USS Leutze (DD-481)
- USS Philip (DD-498)
- USS Renshaw (DD-499)
- USS Ringgold (DD-500)
- USS Schroeder (DD-501)
- USS Sigsbee (DD-502)
- USS Conway (DD-507)
- USS Cony (DD-508)
- USS Converse (DD-509)
- USS Eaton (DD-510)
- USS Foote (DD-511)
- USS Spence (DD-512)
- USS Terry (DD-513)
- USS Thatcher (DD-514)
- USS Anthony (DD-515)
- USS Wadsworth (DD-516)
- USS Walker (DD-517)
- USS Brownson (DD-518)
- USS Daly (DD-519)
- USS Isherwood (DD-520)
- USS Kimberly (DD-521)
- USS Luce (DD-522)
- USS Abner Read (DD-526)
- USS Ammen (DD-527)
- USS Mullany (DD-528)
- USS Bush (DD-529)
- USS Trathen (DD-530)
- USS Hazelwood (DD-531)
- USS Heermann (DD-532)
- USS Hoel (DD-533)
- USS McCord (DD-534)
- USS Miller (DD-535)
- USS Owen (DD-536)
- USS The Sullivans (DD-537)
- USS Stephen Potter (DD-538)
- USS Tingey (DD-539)
- USS Twining (DD-540)
- USS Yarnall (DD-541)
- USS Boyd (DD-544)
- USS Bradford (DD-545)
- USS Brown (DD-546)
- USS Cowell (DD-547)
- USS Capps (DD-550)
- USS David W. Taylor (DD-551)
- USS Evans (DD-552)
- USS John D. Henley (DD-553)
- USS Franks (DD-554)
- USS Haggard (DD-555)
- USS Hailey (DD-556)
- USS Johnston (DD-557)
- USS Laws (DD-558)
- USS Longshaw (DD-559)
- USS Morrison (DD-560)
- USS Prichett (DD-561)
- USS Robinson (DD-562)
- USS Ross (DD-563)
- USS Rowe (DD-564)
- USS Smalley (DD-565)
- USS Stoddard (DD-566)
- USS Watts (DD-567)
- USS Wren (DD-568)
- USS Aulick (DD-569)
- USS Charles Ausburne (DD-570)
- USS Claxton (DD-571)
- USS Dyson (DD-572)
- USS Harrison (DD-573)
- USS John Rodgers (DD-574)
- USS McKee (DD-575)
- USS Murray (DD-576)
- USS Sproston (DD-577)
- USS Wickes (DD-578)
- USS William D. Porter (DD-579)
- USS Young (DD-580)
- USS Charrette (DD-581)
- USS Conner (DD-582)
- USS Hall (DD-583)
- USS Halligan (DD-584)
- USS Haraden (DD-585)
- USS Newcomb (DD-586)
- USS Bell (DD-587)
- USS Burns (DD-588)
- USS Izard (DD-589)
- USS Paul Hamilton (DD-590)
- USS Twiggs (DD-591)
- USS Howorth (DD-592)
- USS Killen (DD-593)
- USS Hart (DD-594)
- USS Metcalf (DD-595)
- USS Shields (DD-596)
- USS Wiley (DD-597)
- USS Abbot (DD-629)
- USS Braine (DD-630)
- USS Erben (DD-631)
- USS Hale (DD-642)
- USS Sigourney (DD-643)
- USS Stembel (DD-644)
- USS Albert W. Grant (DD-649)
- USS Caperton (DD-650)
- USS Cogswell (DD-651)
- USS Ingersoll (DD-652)
- USS Knapp (DD-653)
- USS Bearss (DD-654)
- USS John Hood (DD-655)
- USS Van Valkenburgh (DD-656)
- USS Charles J. Badger (DD-657)
- USS Colahan (DD-658)
- USS Dashiell (DD-659)
- USS Bullard (DD-660)
- USS Kidd (DD-661)
- USS Bennion (DD-662)
- USS Heywood L. Edwards (DD-663)
- USS Richard P. Leary (DD-664)
- USS Bryant (DD-665)
- USS Black (DD-666)
- USS Chauncey (DD-667)
- USS Clarence K. Bronson (DD-668)
- USS Cotten (DD-669)
- USS Dortch (DD-670)
- USS Gatling (DD-671)
- USS Healy (DD-672)
- USS Hickox (DD-673)
- USS Hunt (DD-674)
- USS Lewis Hancock (DD-675)
- USS Marshall (DD-676)
- USS McDermut (DD-677)
- USS McGowan (DD-678)
- USS McNair (DD-679)
- USS Melvin (DD-680)
- USS Hopewell (DD-681)
- USS Porterfield (DD-682)
- USS Stockham (DD-683)
- USS Wedderburn (DD-684)
- USS Picking (DD-685)
- USS Halsey Powell (DD-686)
- USS Uhlmann (DD-687)
- USS Remey (DD-688)
- USS Wadleigh (DD-689)
- USS Norman Scott (DD-690)
- USS Mertz (DD-691)
- USS Callaghan (DD-792)
- USS Cassin Young (DD-793)
- USS Irwin (DD-794)
- USS Preston (DD-795)
- USS Benham (DD-796)
- USS Cushing (DD-797)
- USS Monssen (DD-798)
- USS Jarvis (DD-799)
- USS Porter (DD-800)
- USS Colhoun (DD-801)
- USS Gregory (DD-802)
- USS Little (DD-803)
- USS Rooks (DD-804)